# Bracon fukushimai
Bracon fukushimai är en stekelart som beskrevs av Vladimir Ivanovich Tobias 2000. Bracon fukushimai ingår i släktet Bracon och familjen bracksteklar. Inga underarter finns listade.